# Kwonkan
Genre
Synonymes
- Yilgarnia Main, 1986

Kwonkan est un genre d'araignées mygalomorphes de la famille des Anamidae.

## Distribution
Les espèces de ce genre sont endémiques d'Australie.

## Liste des espèces
Selon World Spider Catalog (version 26, 10/04/2025) :
- Kwonkan anatolion (Main, 1983)
- Kwonkan currycomboides (Main, 1986)
- Kwonkan dissitus (Harvey, Wilson & Rix, 2023)
- Kwonkan eboracum (Main, 1983)
- Kwonkan fluctellus (Wilson, Rix & Harvey, 2025)
- Kwonkan goongarriensis (Main, 1983)
- Kwonkan linnaei (Main, 2008)
- Kwonkan moriartii (Main, 1983)
- Kwonkan nemoralis (Wilson, Rix & Harvey, 2025)
- Kwonkan procul (Harvey, Wilson & Rix, 2023)
- Kwonkan seductus (Harvey, Wilson & Rix, 2023)
- Kwonkan silvestris (Main, 1983)
- Kwonkan turrigera (Main, 1994)
- Kwonkan wonganensis (Main, 1977)

## Systématique et taxinomie
Ce genre a été décrit par Main en 1983 dans les Dipluridae. Il est placé dans les Nemesiidae par Raven en 1985 puis dans les Anamidae par Opatova et al. en 2020.
Yilgarnia a été placé en synonymie par Harvey et al. en 2018.

## Publication originale
- Main, 1983 : « Further studies on the systematics of Australian Diplurinae (Chelicerata: Mygalomorphae: Dipluridae): two new genera from south western Australia. » Journal of Natural History, vol. 17, no 6, p. 923-949.